# Polyméstor

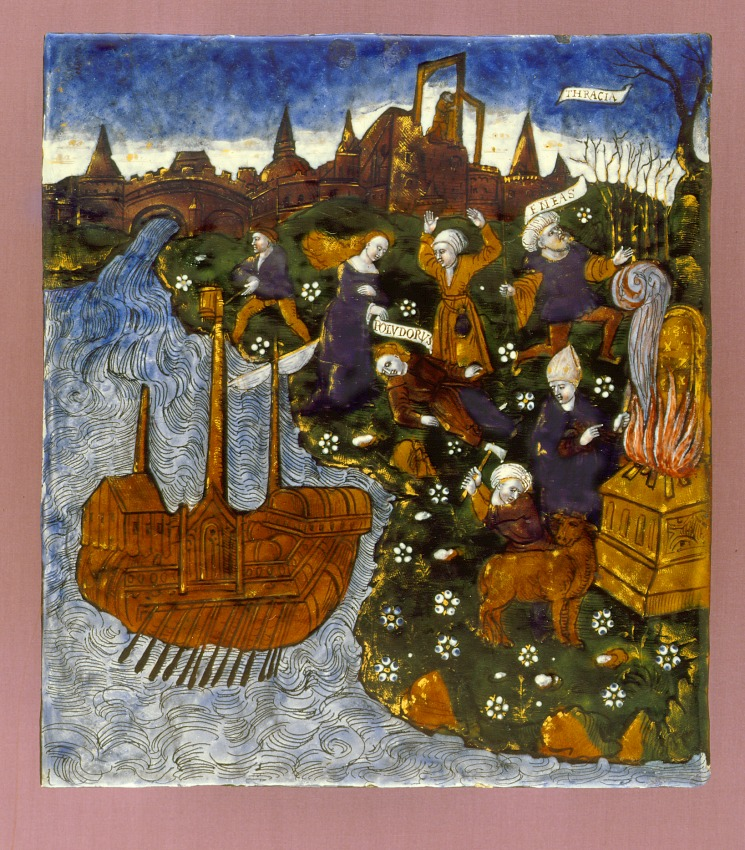
Plaketa se scénou odhalení vraždy Polydóra

Polyméstor (latinsky Polymestor) je v řecké mytologii král thráckých Bistonů, manžel Íliony – dcery trojského krále Priama.
Hned po vypuknutí trojské války poslal král Priamos svého nejmladšího syna Polydóra ke králi Polyméstorovi, aby synka uchránil před válečnými útrapami. Polyméstor ho přijal, avšak v okamžiku, kdy válka skončila pádem Tróje, chlapce úkladně zavraždil, aby se zmocnil jeho majetku, zejména zlata.
Priamova manželka, královna Hekabé pád Tróje přežila a za tento zločin na bezbranném dítěti se pomstila. Připravila vrahovi Polyméstorovi krutou smrt.